# Samuel Aguilar
Samuel Aguilar Alvarenga (16 marzo 1933 – Fernando de la Mora, 12 maggio 2013) è stato un calciatore paraguaiano, di ruolo portiere.

## Carriera
Prese parte con la Nazionale paraguaiana ai Mondiali del 1958. Con la sua Nazionale disputò anche Campionati Sudamericani, entrambi nel 1959